# Pickwick (temærke)
 For alternative betydninger, se Pickwick. (Se også artikler, som begynder med Pickwick)
Pickwick er et temærke der ejes af den hollandske virksomhed Douwe Egberts.

## Historie
Douwe Egberts te har været markedsført under firmanavnet siden 1753, men i 1937 valgte direktøren Johannes Hessels hustru navnet Pickwick. Navnet var inspireret af Charles Dickens' Pickwick Klubben, og teen er markedsført med dette navn lige siden.

## Produkter
Pickwick-te inkluderer sort te, grøn te, hvid te, aromatiseret te og urtete.